# بيت الحكومة الأذربيجانية
بيت الحكومة في أذربيجان (بالأذرية: Hökumət Evi) هو مقر الحكومة في العاصمة باكو لجمهورية أذربيجان.
 وقد صمم ل5500 موظف.
في الوقت الحاضر أعمل بيت الحكومة وزارة الطاقة الأذربيجانية، وزارة اقتصاد الأذربيجانية، وزارة الزراعة الأذربيجانية، وزارة الثقافة الأذربيجاني، اللجنة الحكومية لشؤون الأسرة والمرأة والطفل في جمهورية أذربيجان، اللجنة الوطنية لحقوق الإنسان والحريات الأساسية لجمهورية أذربيجان، اللجنة الوطنية لحقوق الإنسان والحريات الأساسية لجمهورية أذربيجان.

## تاريخ المبنى
شُيد المبنى على يد المهندس معماري ليف رودنيف ومونس بين 1936-1952. استغرق إنشأه لأكثر من 20 عاما. بدأ إنشاه في 1936وانتهت أعمال التشييد في 1952. في 1955 شيد نصب تذكاري لفلاديمير لينين على المبنى. وبعد استقلال أذربيجان في 1991 استبدل بعلم أذربيجان.
في 1960-1970، تم بناء مجمع ضخم من المباني الفندق «أبشيرون» حول مبنى الحكومة في شارع عزير حاجبايوف.
يقع بيت الحكومة في شارع نيفجيلار يواجهه بولفار باكو.
ويتكون المبنى من 16 طابقا تيصل مساحته إلى 6 هكتارات.
جدد المبنى بناءًا على تعليمات من حكومة أذربيجان في 1991.

## وصلات الخارجية
https://www.youtube.com/watch?v=iQktcv66Jqc